# قمر اصطناعي لرصد الأرض

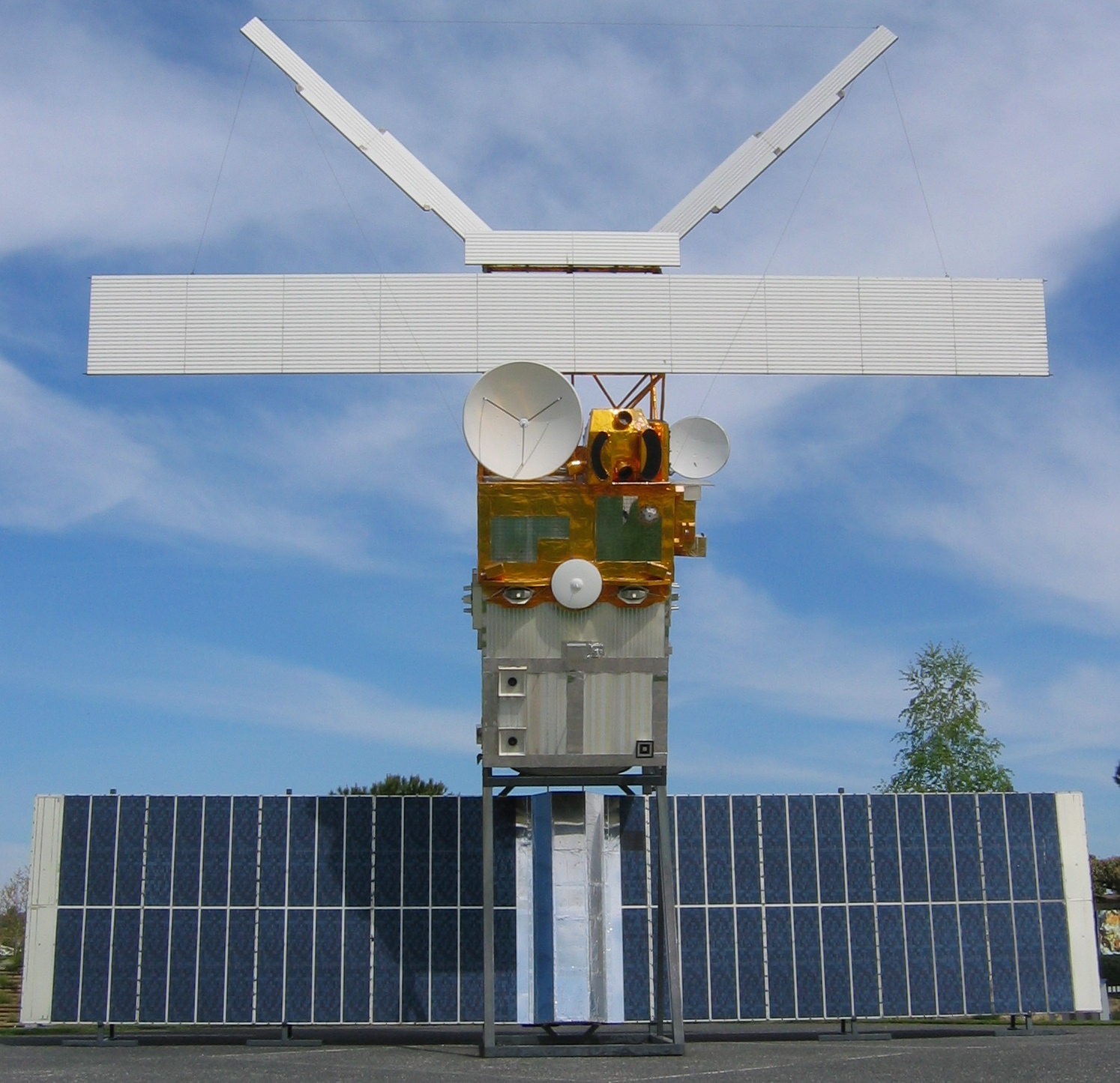
قمر اصطناعي لمراقبة الأرض أوروبي : ERS 2

قمر اصطناعي لرصد الأرض (بالإنجليزية: Earth Observation Satellite) هو قمر اصطناعي صُنع خصيصا لمراقبة ورصد الأرض من مدار حول الأرض على ارتفاع نحو 600 كيلومتر. وهي تستخدم في استكشاف الطقس وعلم الطقس ورصد الأمطار ولمراقبة البيئة، وكذلك المسح الجغرافي والجيولوجي لسطح الأرض. ومن الناحية التقنية فبعض هذه الأقمار الاصطناعية يستخدم في التجسس، إلا أن تعبير «أقمار اصطناعية لرصد الأرض» تعني في المقام الأول أنها للأغراض المدنية السلمية. ويفرق بالنسبة إلى القمر الاصطناعي لرصد الأرض بين القمر الاصطناعي نفسه ونوع ما يحمله من أجهزة علمية.
ترفع تلك الأقمار الاصطناعية إلى ارتفاعات قريبة نسبيا بين 500 إلى 600 كيلومتر من سطح الأرض. وهذا يستدعي ضبط ارتفاعها بين حين وآخر لأن احتكاكها بالهواء يجعلها تهبط رويدا رويدا نحو الأرض. ارسلت الوكالة الأوروبية للفضاء إيسا الأقمار الاصطناعية ERS-1 و ERS-2 وإنفيسات [Envisat] وكذلك القمر الاصطناعي MetOp لرصد الأرض عن بعد، وكل هؤلاء يحومون في أفلاكهم على ارتفاع نحو 800 كيلومتر. كما أرسلت ثلاثة أقمار اصطناعية أخرى: Proba-1 و Proba-2 و SMOS لقياس نسبة ملوحة مياه البحر SMOS]] وهي ترصد الأرض من ارتفاع 700 كيلومتر.

## تاريخه
كانت أول صور تلتقط من الجو في عام 1858 . وفي عام 1904 نجح المهندس «ألفريد ماول» الألماني في التقاط صور للأرض بواسطة صاروخ.
وكانت أول صور تلتقط للأغراض العسكرية من قمر اصطناعي في عام 1959، وكان هذا القمر يسمى «قمر كيهول» أي «قمر ثقب المفتاح» من ضمن برنامج كورونا.وفي 10 أغسطس 1960 تم بنجاح أول قمر اصطناعي استكشافي للأرض في إطار برنامج كورونا. وفي 1 أبريل 1960 أطلق القمر الاصطناعي تيروس-1 TIROS-1 لأغراض مراقبة الطقس. ثم أطلق لاندسات-1 في عام 1972
لرصد الأرض وتسجيل البيانات بالنظام الرقمي لتسجيل الأطياف المتعددة Multispectral Scanner. وفي عام 1975 أطلق القمر الاصطناعي GEOS-3 وهو أول قمر اصطناعي يستخدم الرادار في القياس. وفي عام 1978 زود القمر الاصطناعي نيسمبوس-7 (Nimbus-7) بأجهزة تمكنه من التفرقة بين ألوان المحيطات، فكان نيمبوس-7 هو أول قمر اصطناعي لمراقبة البيئة. وخلف هذا القمر الاصطناعي أقمارا اصطناعية تحمل أجهزة خاصة من ضمنها «سيويفس» وموديس على القمر الاصطناعي أكوا.
وتمت بواسطة خلال بعثة سكايلاب وبعثات مكوك الفضاء الرصد بالرادار للمسح الجغرافي للأرض في البرامج STS-59 و |STS-99 ومعمل الرادار الفضائي STS-68 . وبرنامج لاندسات الذي سمي بأنه برنامج لمسح الموارد الطبيعية على الأرض، وكان هذا البرنامج _ برنامج لانسات - قد بدأ في عام 1966 .

## الأجهزة وأغراضها
تعمل الاقمار الاصطناعية لمراقبة الأرض بوسائل قياس سلبية - أي مجرد تصوير للضوء العادي - أو وسائل إيجابية - بمعنى أنها ترسل أشعة ضوء أو رادار على الأرض وعلى السحاب وتقوم بتسجيل المنعكس منها وتحليله وتحسب كمية حرارتها. تنتمي إلى المجسات السلبية عمموما المجسات الضوئية، وهي تقوم بتسجيل الضوء ونطاقات الضوء في حيز الأشعة تحت الحمراء والأشعة فوق البنفسجية. وتستعمل في ذلك ما يسمى نافذة جوية وهي نطاقات لطول موجة الضوء تكون فيها نفاذية الجو عالية (لأن الجو يمتص بعض «ألوان الضوء» ويسمح بمرور بعضها الآخر.)
وهناك طرق القياس الإيجابية للأرض وهي تتم بواسط رادار ويسمى أحيانا (ليدار). وهي تقدم بيانات عن شكلية سطح الأرض. وتبلغ دقة تسجيلاتها عدة سنتيمترات عل الأرض، وهي بذلك يمكن عن طريقها قياس أصغر انزياح يحدث في سطح الأرض. وتنبع أهمية تلك الطريقة في كونها لا تعتمد على وجود سحب من عدمه، ذلك لأن أشعة الرادار تخترق السحب وتنفذ خلالها. وبواسطة تلك الطريقة الإيجابية للقياس بالرادار يمكن تكوين نماذج مجسمة لسطح الأرض.
- ليدار: تجربة تقنية ليدار الفضائية LITE ، وكانت على مكوك الفضاء عام 1994 وأمكن بواسطها قياس الغبار والسحاب من الفضاء، كما أنشئ أول قمر اصطناعي يعمل بالليدار، وهو القمر الاصطناعي كاليبسو CALIPSO .
- مطياف: يقيس عدة أطياف حيث يحتوي على 15 قناة، ويمكنه أيضا نطاقات صغيرة لاطباف الضوء (بين 15 إلى 200 لون).
- جهاز قياس التشتت (قياس تشتت الضوء): لقياس حركة الريح، وشدة الرياح واتجاهها فوق سطح البحر،
- رادار SAR ، وهو رادار له فتحة تحليلي
- مقياس ليزر للارتفاعات،
- مقياس يستخدم أشعة الميكروويف لقياس الارتفاعات الأرضية، وارتفاع سطح البحار والمحيطات.

## رسم الخرائط

صورة مركبة للأرض تبين سطحها بالكامل وتبين البحار واليابس.

يمكن رسم الخرائط بالاستعانة بالأقمار الاصطناعية التي تحوم على ارتفاعات منخفضة نسبيا فوق سطح الأرض (ارتفاعات بين 500 إلى 800 كيلومتر). من تلك الخرائط رسمتها الأقمار الاصطناعية RADARSAT-1 و TerraSAR-X التي تستخدم عدة اشعة من أشعة الرادار لقياس الأرض.

## اقرأ أيضاً
- قمر اصطناعي بلياد
- إنفيسات
- قياس عن بعد
- تلسكوب فضائي
- جلوري (قمر اصطناعي)
- كلف الشمس
- هيدروديناميكا مغناطيسية
- مقراب جيمس ويب الفضائي
- مقراب سبيتزر الفضائي
- مرصد هابل الفضائي
- رادار قياس الأرض